# Ostracoderma pulvinatum
Ostracoderma pulvinatum är en svampart som beskrevs av Fr. 1825. Ostracoderma pulvinatum ingår i släktet Ostracoderma och familjen Pezizaceae.   Inga underarter finns listade i Catalogue of Life.